# Omicidio di Paolo Di Nella
L'omicidio di Paolo Di Nella (nato il 10 febbraio 1963) è un fatto di cronaca nera del periodo finale degli anni di piombo in Italia: riguarda infatti la morte di un militante del Fronte della Gioventù, morto il 9 febbraio 1983 a Roma, esattamente il giorno prima di compiere 20 anni, dopo sette giorni di coma a causa di un'aggressione a sfondo politico subìta la sera del 2 febbraio precedente.

## Storia
Di Nella aveva deciso che il 2 febbraio sarebbe partita una nuova iniziativa politica del Fronte della Gioventù nel quartiere Trieste-Salario parte della campagna per l'acquisizione pubblica di Villa Chigi, una villa del Settecento con annesso parco, al fine di renderla un centro socio-culturale. L'iniziativa prevedeva una raccolta di firme ed una campagna di affissioni. La prima affissione, il pomeriggio del 2 febbraio, fu interrotta sul nascere da un controllo dei carabinieri, che ne impedirono il proseguimento. Di Nella decise allora di ripetere l'affissione in serata, verso le 22:00, e si fece accompagnare da un'amica, Daniela Bertani.
Attaccò molti manifesti nella zona e durante le operazioni si notò il ripetuto passaggio di un motorino con due persone a bordo. Giunto in viale Libia, alle ore 00:45, scese dalla sua auto per affiggere dei manifesti su un tabellone al centro della strada, mentre Daniela Bertani lo aspettava in auto. Due giovani erano apparentemente in attesa di un autobus alla fermata ATAC della linea 38 (anche se a quell'ora gli autobus non passavano più). Secondo quanto riportato dalla Digos, uno dei due senza parlare si avvicinò a Di Nella sferrandogli un solo colpo alla tempia con un oggetto contundente, probabilmente un grosso manganello o una spranga di ferro. Gli aggressori poi fuggirono a piedi, imboccando via Lago Tana che porta nel cuore del quartiere Africano.
Di Nella si piegò sulle gambe e subito si rialzò. Bertani gli si avvicinò chiedendogli se stesse male e Di Nella negò, dopo di che l'amica lo accompagnò a piazza Vescovio, dove c'era una fontanella, per lavare la ferita sanguinante dietro l'orecchio. L'amica gli prestò dei fazzoletti per tamponare l'emorragia. Di Nella si fece riaccompagnare a casa dalla ragazza, facendole promettere che non avrebbe raccontato a nessuno l'episodio Rientrato a casa in corso Trieste verso l'una e mezza, si lavò i capelli, poi si sdraiò nella camera della sorella (più vicina al bagno).
I genitori furono svegliati dai suoi lamenti e Paolo chiese una borsa per il ghiaccio e riferì alla madre di rischiare il trauma cranico, a quel punto venne chiamato il medico di famiglia che ne dispose il ricovero e l'ambulanza lo trasportò al Policlinico Umberto I, dove arrivò alle ore 4:00 già in coma. Dal giorno dopo i suoi amici lo vegliarono per 7 giorni nella corsia del nosocomio. Durante la degenza, il 4 febbraio il Sindaco di Roma, Ugo Vetere, corse in ospedale e deplorò l'accaduto; il 5 febbraio il Presidente della Repubblica Sandro Pertini si recò anch'egli a trovare Di Nella in ospedale in visita privata, e gli fu comunicato che il coma era irreversibile Successivamente ebbe un breve colloquio con i familiari. L'agonia di Di Nella terminò il 9 febbraio alle 20:05, quando morì senza avere mai ripreso conoscenza. Il fatto suscitò reazioni di solidarietà. Giovanni Ferrara il 6 febbraio scrisse su Repubblica: "Abbiamo i titoli per dire che per noi questa non è la morte di un fascista, ma la morte di un uomo. E di più: di dire che se questo scelse di dirsi fascista e concepì per la sua vita futura di vivere da fascista, ebbene, aveva il diritto di scegliere e di vivere così." Arrivò anche un telegramma dal segretario del PCI, Enrico Berlinguer, ai familiari, che condannava fermamente l'agguato: «La morte del vostro giovanissimo Paolo, vittima di un'aggressione disumana, che ha scosso e sdegnato ogni coscienza civile, suscita anche il commosso compianto dei comunisti. Vi preghiamo di accogliere le nostre condoglianze e la nostra solidarietà. Enrico Berlinguer».
Dopo il decesso furono avviate indagini ed eseguite alcune perquisizioni nei confronti di ambienti dell'estrema sinistra del quartiere Africano. Il 14 febbraio un volantino di rivendicazione dell'agguato, firmato da Autonomia Operaia, fu ritrovato in una cabina telefonica proprio a piazza Gondar dopo una telefonata anonima al 113. Tra i sospettati finirono Corrado Quarra e Luca Baldassarre, militanti di Autonomia Operaia della zona. Quarra e Baldassarre, accortisi di essere controllati, si resero irreperibili. Sfuggirono a un primo arresto in una casa di Vetralla in cui la polizia fece irruzione trovando ancora il latte della colazione caldo. Quarra fu poi fermato in un normale posto di controllo a Roma, in piazza Risorgimento, il 2 agosto 1983. Il 4 agosto Daniela Bertani riconobbe Quarra nel confronto come la persona che avrebbe colpito Di Nella alla testa. Il sostituto procuratore Santacroce emise un mandato di cattura e il tribunale della libertà convalidò l'arresto.
La Bertani fu riconvocata per un secondo riconoscimento il 4 novembre 1983, ma sbagliò il riconoscimento del secondo indiziato, Luca Baldassarre, ponendo di fatto fine all'indagine. Il giudice ritenne infatti che, avendo sbagliato il secondo riconoscimento, avrebbe potuto aver sbagliato anche il primo. Il 29 dicembre il giudice istruttore Vitaliano Calabria, firmò l'ordine di scarcerazione di Corrado Quarra. Le indagini furono chiuse il 21 aprile 1986 con il proscioglimento di Quarra.

## Controversie
In una conferenza stampa tenutasi nel trentennale della morte di Paolo Di Nella, l'allora sindaco di Roma Gianni Alemanno, amico di Di Nella, presentò un dossier su alcune anomalie dell'indagine, riprendendo anche alcune questioni sollevate da Corrado Augias, il quale nel 1989 aveva dedicato al caso una puntata della trasmissione Telefono giallo. Augias aveva scritto sul Venerdì di Repubblica nel 1989: "Alla fine di dicembre del 1983 Quarra viene scarcerato. Due anni e mezzo dopo, aprile 1986, arriva il proscioglimento definitivo della sentenza istruttoria per non aver commesso il fatto. Così, dopo sei anni, gli assassini di Paolo Di Nella son ancora in libertà. Molti li conoscono ma finora nessuno ha parlato."
I dubbi di Augias furono ripresi e l'autore si spiegò: "Nel decreto di scarcerazione di Corrado Quarra, emesso il 29 dicembre 1983, il giudice istruttore Vitaliano Calabria, riguardo alla ricognizione del secondo soggetto da riconoscere (il sospettato era tale Luca Baldassarre) rileva che tale Roberto Ferretti, ossia il soggetto riconosciuto da Daniela Bertani nel corso della ricognizione effettuata il 4 novembre 1983, era lì presente fra i soggetti da riconoscere su invito della difesa di Baldassarre. In realtà non è così. Ferretti, infatti, dopo essere stato indicato positivamente nel corso della ricognizione da parte della Bertani, verrà sottoposto a interrogatorio e, preso da comprensibili timori, confesserà di aver partecipato all'atto ricognitivo non su invito della difesa del Baldassarre, ma su indicazione del gruppo familiare di Quarra e cioè del giovane già tratto in arresto. Il giudice quindi, nel decreto di scarcerazione di Quarra, omise di rilevare questo importante dettaglio rivelato da Ferretti e cioè che era stato portato al riconoscimento non perché somigliante a Baldassarre, ma perché somigliante proprio a Quarra". La Bertani ha sempre dichiarato di essersi sbagliata perché era convinta di dover riconoscere nuovamente Quarra e non il secondo indiziato. Alemanno chiese la riapertura del caso.

## Commemorazioni e omaggi

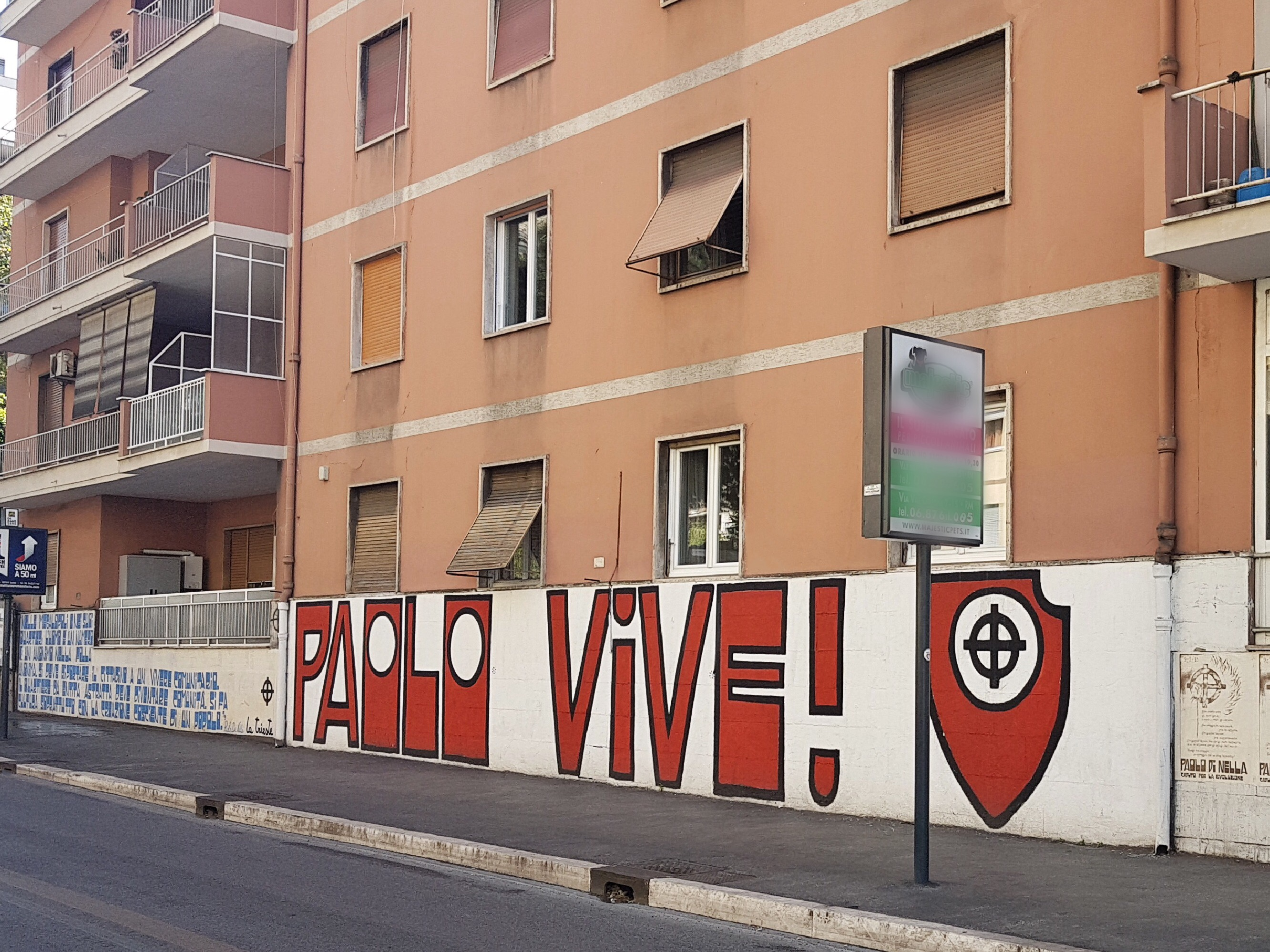
Murales commemorativo di Paolo Di Nella, a Roma, in viale Libia su piazza Gondar, fotografato nel 2017

A piazza Gondar, nei giorni immediatamente successivi alla morte di Di Nella, nel luogo in cui fu aggredito, fu realizzato un murale con la scritta "Paolo Vive", presso la quale ogni anno si svolge una veglia e una manifestazione di commemorazione nell'anniversario del decesso. Nel 2003 il Sindaco di Roma, Walter Veltroni, su proposta di un consigliere comunale di AN, Luca Malcotti, decise d'intitolare il viale centrale di Villa Chigi a Paolo Di Nella. Da allora, ogni anno, il Campidoglio depone una corona di fiori in occasione dell'anniversario.
Il 9 febbraio 2015, durante la commemorazione radiofonica trasmessa da Radio Bandiera Nera è intervenuto Gianni Alemanno, ricordando i momenti del funerale: "Al funerale di Paolo c'era la galassia intera della destra romana del 1983, molta gente si potrebbe dedurre, ma certamente non la stessa di corso Trieste 1973, con il suo particolare impeto di passione. C'era anche chi probabilmente avrebbe fatto meglio a restare a casa... ma c'eravamo noi, i Settantottini, i bravi ragazzi come Paolo, i mitici nazional-rivoluzionari che con gilet ed occhiali Ray-Ban neri uscivano dalle sezioni a vivere Roma. Eravamo tutti lì, con la Spada nel taschino della camicia: un bosco di braccia tese che cantava I giardini di marzo".